# كليفورد كوبياك
كليفورد كوبياك (بالإنجليزية: Clifford Kubiak) هو كيميائي أمريكي، ولد في 1953.